# Grzyby cyfelloidalne

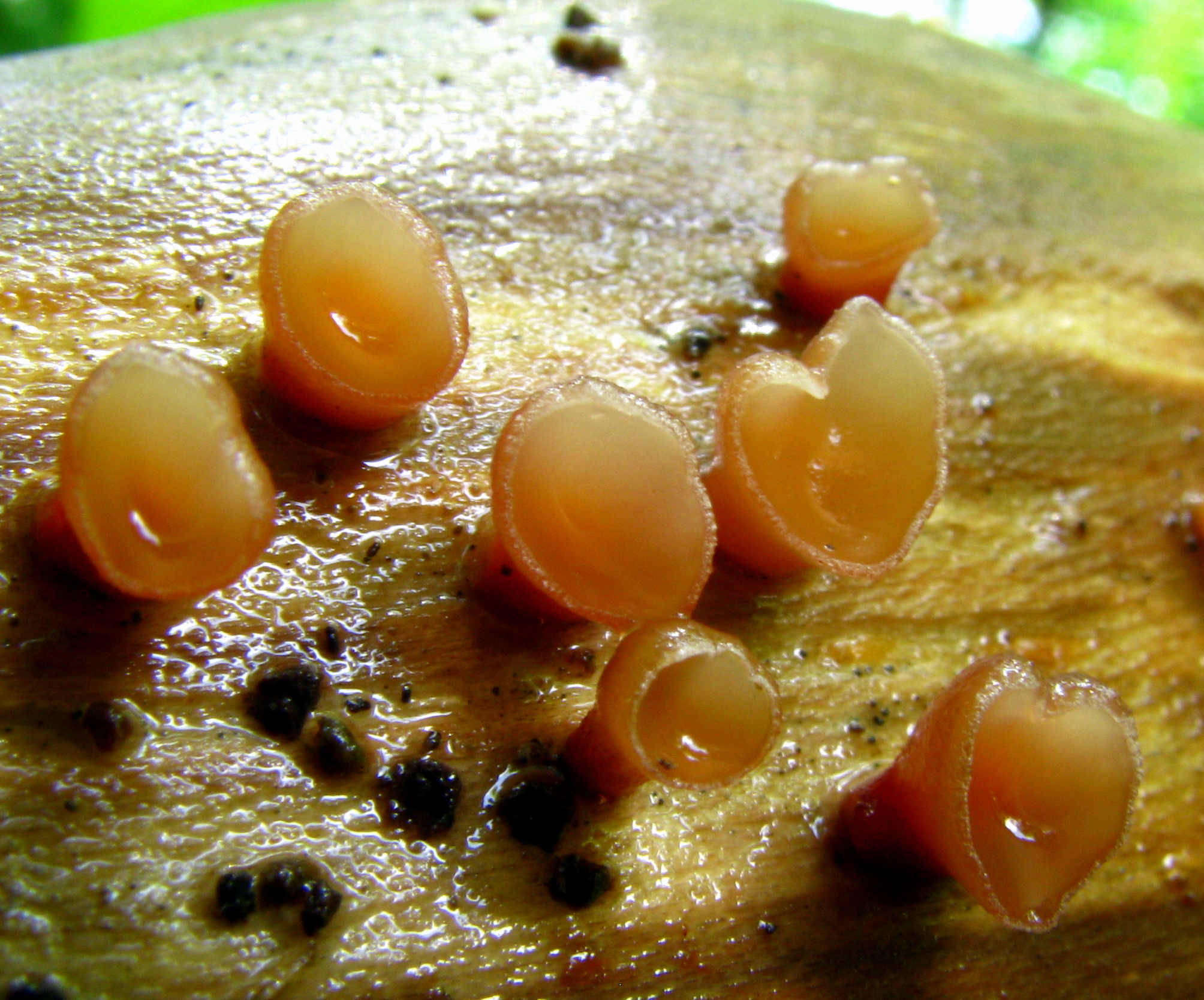
Kielisznik

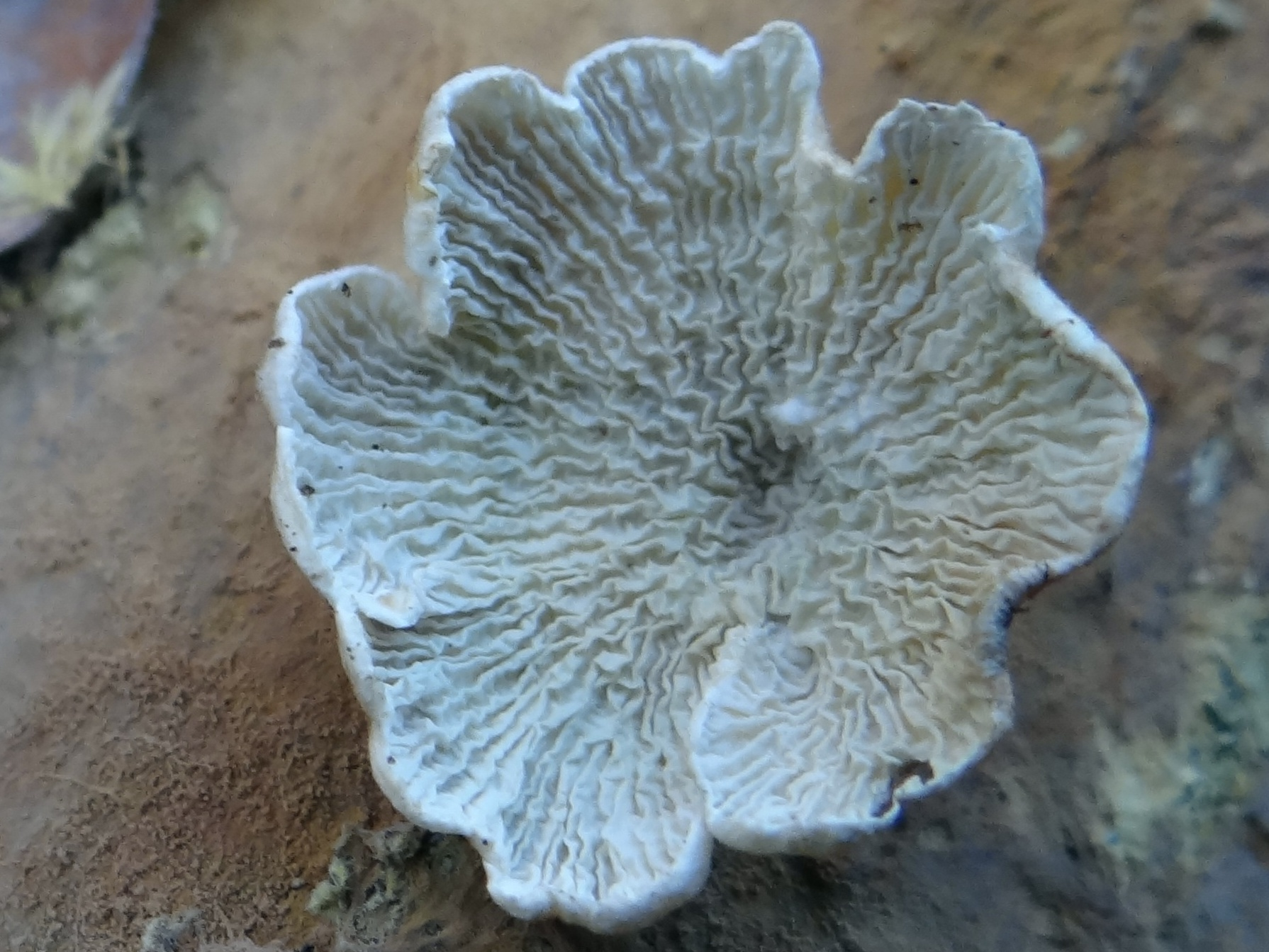
Fałdówka kędzierzawa

Grzyby cyfelloidalne (ang. cyphelloid fungi) – nieformalna morfologiczno-biologiczna grupa podstawczaków wytwarzających owocniki o kształcie tarczkowatym, rurkowatym, kubkowatym lub miseczkowatym. Owocniki tych grzybów są siedzące lub łączą się z podłożem za pomocą trzoneczka. Wyglądem przypominają apotecja niektórych workowców. Zazwyczaj są małe (o średnicy poniżej 10 mm), z trzonem lub bez. Powierzchnia zawierająca zarodniki (hymenialna) jest gładka i uformowana na powierzchni krążka lub wewnątrz kubka lub rurki. Sterylna powierzchnia zewnętrzna jest gładka lub często owłosiona, a włosy czasami tworzą wyraźne obrzeże na tarczkach owocników. Są wśród nich jednak gatunki wytwarzające owocniki o dużych rozmiarach, osiągające masę do kilkudziesięciu kilogramów, jak np. żagiew wielogłowa.
Nazwa grupy pochodzi od tego, że początkowo należały one do rodziny kielisznikowatych (Cyphellaceae). W wyniku dużych zmian, jakie zachodzą w taksonomii grzybów, obecnie należą one także do wielu innych jednostek taksonomicznych. Do grzybów cyfelloidalnych zalicza się m.in. takie rodzaje, jak: Calathella, Calyptella, Cyphella, Cyphellopsis, Flagelloscypha, Henningsomyces, Lachnella, Merismodes, Rectipilus, Plicaturopsis i Woldmaria. Obecnie grzyby cyfelloidalne znajdują się w rodzinach kielisznikowate, strzępiakowate, twardzioszkowate, gąskowate i Niaceae. Sekwencjonowanie DNA potwierdza tę różnorodność, pokazując, że grzyby cyfelloidalne ewoluowały niezależnie co najmniej osiem razy w obrębie podstawczaków. Zauważono, że większość grzybów cyfelloidalnych była spokrewniona z pieczarkowcami i czasami nazywano je „zredukowanymi pieczarkowcami”. Sekwencjonowanie DNA pokazuje, że rzeczywiście jest to prawdą, niemal wszystkie przebadane pod tym względem gatunki są pieczarkowcami.
Większość gatunków grzybów cyfelloidalnych to grzyby rozkładające drewno, rosnące na martwych gałęziach, starej korze żywych drzew lub na opadłym drewnie. Niektóre można znaleźć na martwych lub gnijących łodygach zielnych lub na paprociach. Dwa gatunki to grzyby morskie, występujące na namorzynach i tolerująca sól: Calathella mangrovei i Halocyphina villosa. Są kosmopolityczne, chociaż na półkuli północnej są lepiej zbadane (podobnie jak inne grzyby).
Grzyby cyfelloidalne są jedną z podgrup grzybów afylloforoidalnych. Do 1961 r. poznano około 120 dobrze scharakteryzowanych anatomicznie taksonów grzybów cyfelloidalnych, należących do około 40 szeroko akceptowanych rodzajów. Faktyczna ilość jest nadal nieznana, ale Agerer szacuje, że może istnieć aż 400–500 gatunków grzybów cyfelloidalnych.